# Felipe González González
Felipe González González (Aguascalientes, Aguascalientes, 28 de enero de 1947 - ibid., 24 de febrero de 2023) fue un empresario y político mexicano, miembro del Partido Acción Nacional que fue gobernador de Aguascalientes de 1998 a 2004 y fue Senador de la República entre 2006 y 2012.

## Biografía
Felipe González González se desempeñó gran parte de su vida profesional como empresario en diversos ramos, fue presidente de la Confederación Patronal de la República Mexicana (Coparmex) en Aguascalientes, su primera incursión en política fue su postulación como candidato a Gobernador en 1998, en esa elección se enfrentó al candidato del PRI Héctor Hugo Olivares Ventura. González se alzó con el triunfo y fue gobernador de Aguascalientes a partir de 1998. En 2002 se inaugura el Centro de Rehabilitación Infantil Teletón Aguascalientes y en 2003 el Estadio Victoria donde juega el Club Necaxa.
Tres meses antes de terminar su gobierno, el 25 de agosto de 2004, cuando el PAN ya había logrado conservar la gubernatura con el triunfo de Luis Armando Reynoso Femat, fue designado por el presidente Vicente Fox como Subsecretario de Gobierno de la Secretaría de Gobernación, cargo en el que permaneció hasta el 9 de enero de 2006.
Ese año renunció al cargo para ser postulado candidato a Senador por Aguascalientes, durante su campaña causó un escándalo el hecho de portar un arma de fuego durante el mitin en que celebró su postulación. ganó las elecciones en fórmula con Rubén Camarillo Ortega, y fue senador en el periodo 2006 a 2012.
En el Senado de la República ocupa los cargos de Secretario de la Comisión de Gobernación e integrante de las de Defensa Nacional, Desarrollo Regional y Seguridad Social.
Falleció el 24 de febrero de 2023 en la ciudad de Aguascalientes, a causa de un cáncer en los ganglios.